# Kosatec bezlistý
Kosatec bezlistý (Iris aphylla) je modrofialově kvetoucí rostlina, ohrožený druh z rodu kosatec.

## Výskyt
Od západní části Německa přes střední, východní a částečně i jižní Evropu a Rusko až po severní Kavkaz. Roste hlavně na výslunných horských loukách a skalních terasách, kde má sucho a dostatek slunečního svitu. Řidčeji se vyskytuje v zastíněném podrostu, ve světlých lesích nebo křovinách, neroste na zapojených loukách a ve stepních porostech. Převážná část jeho nálezů spadá do výšky nižší než 500 m n. m., na Kavkaze však roste i ve výšce přes 1000 m, tam se jeho populace objevuje hlavně na osluněných jižních svazích. Na kvalitu zeminy není náročný, roste na mělkých půdách s různým podloží.
V České republice má kosatec bezlistý (v širším pojetí) těžiště svého výskytu obzvláště v Českém středohoří, kde vyrůstá na větším počtu lokalit. Roste zejména v okolí Milešovky a na Lounsku. Je zhusta zastoupen i v Českém krasu.

## Popis
Je to vytrvalá rostlina dorůstající do výše 10 až 50 cm. Smáčknutá, ze ztloustlého oddenku vyrůstající přímá lodyha se obvykle jen vespod chudě rozvětvuje do několika květonosných větví, které jsou nejčastěji 2 až 5květé. Celokrajné šedozelené listy se souběžnou žilnatinou nevyrůstají na lodyze, ale na sterilních bočních výhoncích oddenku. Jsou tvaru mečovitého a srpovitě prohnutého, délku mají přibližně stejnou jako lodyha, jsou tuhé a z obou stran lysé.
Oboupohlavné květy, nakvétající na lodyhách postupně, jsou z počátku zabaleny ve vejčitých až kopinatých, nafouklých listenech nafialověle zbarvených, které jsou v době květu tence bylinné, pouze na okraji a špičce bývají mírně mázdřité. Mají po šesti přibližně stejně velkých okvětních lístcích barvy modře fialové, na bázi jsou drobně bělavé s rudohnědými žilkami. Tři lístky uspořádané ve vnějším přeslenu jsou obloukem skloněné dolu a u báze svrchní strany jsou porostlé nápadnými hustými, světle fialovými mnohobuněčnými chlupy. Lístky z vnitřního přeslenu jsou vykloněné směrem vzhůru a vytvářejí nad středem květu stříšku. V květu jsou tři tyčinky se zploštělými nitkami a prašníky umístěnými pod trojramennou čnělkou. Synkarpní gyneceum je složeno ze tří plodolistů. Spodní semeník nese čnělku s trojramennou bliznou. Vykvétá od poloviny dubna do půli června, po opylení létajícím hmyzem se vyvine trojpouzdrá tobolka se semeny.

## Taxonomie
Kosatec bezlistý je elementem polymorfního komplexu, který se člení na mnoho poddruhů a ty jsou různými autory pojímány rozdílně. Problematika taxonomie druhu ještě zde nebyla uspokojivě vyřešena, lze předpokládat i možné změny. Mnohé z dnešních jmen se mohou překrývat nebo jejich taxonomická hodnota se v budoucnu změní. Často jsou poměrně malé rozlišovací znaky variabilní i v rámci jedné populace.
Již tradičně je kosatec bezlistý vyskytující se v České republice rozčleněn do tří poddruhů:
- Kosatec bezlistý pravý (Iris aphylla L. subsp. aphylla)
- Kosatec bezlistý čedičový (Iris aphylla L.subsp. fieberi) (Seidl) Dostál
- Kosatec bezlistý Novákův (Iris aphylla L.subsp. novakii) Soó

Jednoduše zjistitelná rozlišovací znamení mezi poddruhy:
- Kosatec bezlistý pravý – vícekvěté lodyhy 20 až 50 cm vysoké, listy dlouhé jako lodyha nebo ještě o málo delší, tobolky šestihranné
- Kosatec bezlistý čedičový – vícekvěté lodyhy 10 až 30 cm vysoké, listy dlouhé jako lodyha nebo ještě o málo delší, tobolky tříhranné
- Kosatec bezlistý Novákův – jednokvěté lodyhy 10 až 30 cm vysoké, listy kratší než lodyha [1][6]

## Ohrožení
Všechny tři poddruhy rostoucí na území České republiky jsou ve stádiu ohrožení. Je zajímavé, že nejvíce jsou ohrožovány neznalými lidmi a jejich snahou o přesazení této nádherné rostliny do své zahrádky. Podařilo se dosáhnout toho, že v současností se již nesnižuje počet míst výskytu ani množství vykvétajících jedinců. Jistě k tomu přispěla i okolnost, že podle „Černého a červeného seznamu cévnatých rostlin České republiky“ byly vyhlášeny za:
- Kriticky ohrožený druh (C1–CR) – kosatec bezlistý čedičový a kosatec bezlistý Novákův
- Ohrožený druh (C2–EN) – kosatec bezlistý pravý [1][7]